# Liste der Biografien/Mola
Liste der Biografien |
Portal Biografien |
Personensuche
# |
A |
B |
C |
D |
E |
F |
G |
H |
I |
J |
K |
L |
M |
N |
O |
P |
Q |
R |
S |
T |
U |
V |
W |
X |
Y |
Z |
?
 
Ma |
Mb |
Mc |
Md |
Me |
Mf |
Mg |
Mh |
Mi |
Mj |
Mk |
Ml |
Mm |
Mn |
Mo |
Mp |
Mq |
Mr |
Ms |
Mt |
Mu |
Mv |
Mw |
Mx |
My |
Mz
 
Moa |
Mob |
Moc |
Mod |
Moe |
Mof |
Mog |
Moh |
Moi |
Moj |
Mok |
Mol |
Mom |
Mon |
Moo |
Mop |
Moq |
Mor |
Mos |
Mot |
Mou |
Mov |
Mow |
Mox |
Moy |
Moz
 
Mola |
Molb |
Molc |
Mold |
Mole |
Molf |
Molg |
Molh |
Moli |
Molj |
Molk |
Moll |
Molm |
Moln |
Molo |
Mols |
Molt |
Molu |
Molv |
Molw |
Moly |
Molz
Die Liste der Biografien führt alle Personen auf, die in der deutschsprachigen Wikipedia einen Artikel haben. Dieses ist eine Teilliste mit 45 Einträgen von Personen, deren Namen mit den Buchstaben „Mola“ beginnt.

## Mola
- Mola, Clinton (* 2001), englischer Fußballspieler
- Mola, Emilio (1887–1937), spanischer General, maßgeblich am Spanischen Bürgerkrieg auslösenden Putsch beteiligtEmilio Mola (1887–1937)

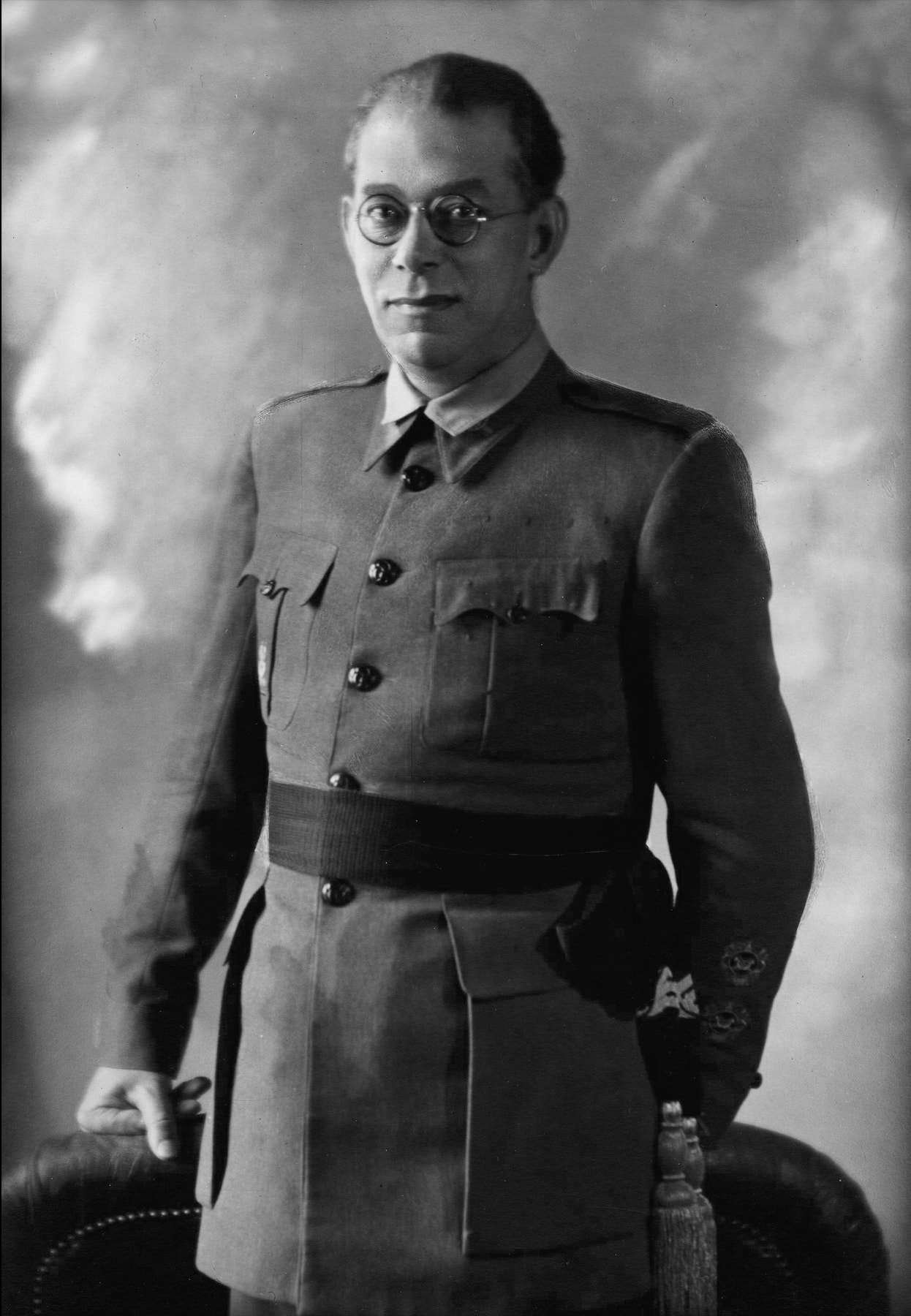
Emilio Mola (1887–1937)

- Mola, Ezgi (* 1983), türkische Schauspielerin
- Mola, Mario (* 1990), spanischer Triathlet
- Mola, Murat (* 1967), deutscher Ingenieur
- Mola, Pier Francesco (1612–1666), römischer Maler

### Molac
- Molac, Paul (* 1962), französischer Politiker

### Molai
- Molaison, Henry Gustav (1926–2008), US-amerikanischer Patient

### Molak
- Molak, Beata (* 1962), polnische Sängerin und Songwriterin
- Molák, Josef (1893–1943), tschechischer Gewerkschafter, kommunistischer Funktionär und Widerstandskämpfer

### Molan
- Moland, Asbjørn (* 1936), norwegischer Skispringer
- Moland, Hans Petter (* 1955), norwegischer Filmregisseur
- Moland, Peter (* 1940), deutscher Schauspieler und Hörspielsprecher
- Molander Kristiansen, Moa (* 1995), schwedische Skilangläuferin
- Molander, Greta (1908–2002), schwedisch-norwegische Rallyefahrerin, Schriftstellerin und Illustratorin
- Molander, Gustaf (1888–1973), schwedischer Regisseur und Drehbuchautor
- Molander, Helga (1893–1985), deutsche Schauspielerin
- Molander, Hubert, österreichischer Produzent
- Molander, Karin (1889–1978), schwedische Schauspielerin
- Molander, Marielle (* 1990), schwedische Biathletin
- Molander, Nils (1889–1974), schwedischer Eishockeyspieler (Stürmer)
- Molander, Olof (1892–1966), schwedischer Film- und Theaterregisseur, Schauspieler sowie Theaterleiter
- Molander, Per (* 1950), schwedischer Ingenieur, Politikberater und Autor
- Molano, Sebastián (* 1994), kolumbianischer RadrennfahrerSebastián Molano (* 1994)

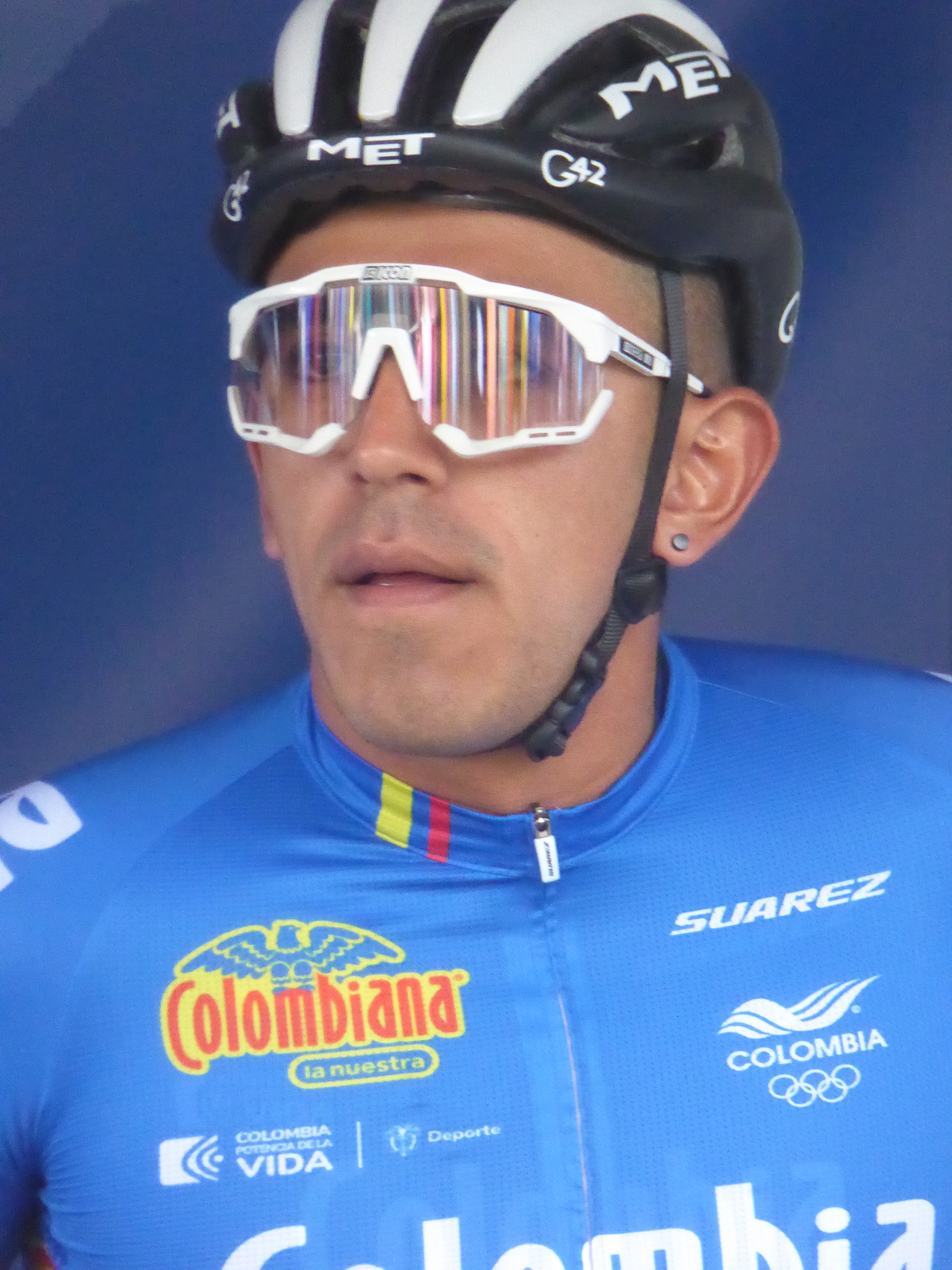
Sebastián Molano (* 1994)

- Molanus, Gerhard Wolter (1633–1722), deutscher Privatgelehrter, Büchersammler und evangelischer Abt des Klosters Loccum
- Molanus, Gustav (1650–1710), deutscher lutherischer Theologe, Generalsuperintendent
- Molanus, Johannes († 1583), flämischer und deutscher Pädagoge
- Molanus, Johannes (1533–1585), deutscher römisch-katholischer Theologe

### Molap
- Molapo (1814–1880), Chief der Basotho
- Molapo, Mopeli (* 1957), lesothischer Leichtathlet

### Molar
- Molard, Étienne (1761–1825), französischer, Romanist, Sprachpurist und Lexikograf
- Molard, Rudy (* 1989), französischer Straßenradrennfahrer
- Molari, Carlo (1928–2022), italienischer Geistlicher und römisch-katholischer Theologe, Dogmatiker und Kirchenrechtler
- Molarinho, Roque Rafael Diniz (* 1998), brasilianischer Fußballspieler

### Molas
- Molas López, Felipe (1901–1954), paraguayischer Politiker
- Molas y Vallvé, Rosa (1815–1876), spanische Heilige und Ordensgründerin
- Molas, Walter (* 2004), argentinischer Fußballspieler

### Molat
- Molata, Hartmut (* 1956), deutscher Fußballspieler
- Molata, Michael (* 1973), deutscher Fußballspieler
- Molatzi, Ben (1954–2016), namibischer Singer-Songwriter

### Molau
- Molau, Adam, deutscher Orgelbauer
- Molau, Andreas (* 1968), deutscher Publizist und ehemaliger Politiker (NPD)

### Molav
- Molaverdi, Shahindocht (* 1965), iranische Juristin und Politikerin, Vizepräsidentin im Ressort Frauen und Familie
- Molavian, Hasti (* 1988), persisch-deutsche Mezzosopranistin und Theaterschauspielerin

### Molay
- Molay, Jacques de († 1314), Großmeister des TemplerordensJacques de Molay († 1314)

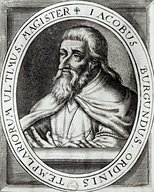
Jacques de Molay († 1314)